# Gymnidium turbinatum
Gymnidium turbinatum är en insektsart som beskrevs av Karsch 1896. Gymnidium turbinatum ingår i släktet Gymnidium och familjen Lentulidae. Inga underarter finns listade i Catalogue of Life.